# Heinrich von Herzogenberg
Heinrich Peter Freiherr von Herzogenberg (Graz, 10 giugno 1843 – Wiesbaden, 9 ottobre 1900) è stato un compositore austriaco, discendente di una famiglia aristocratica francese che, dal 1811, aveva germanizzato il nome originale Picot de Peccaduc.

## Biografia
È stato istruito ed educato dapprima presso una scuola di Gesuiti nella località Feldkirch, e poi anche a Monaco di Baviera, Dresda e Graz.
Trasferitosi a Vienna ha iniziato studi articolati di legge, filosofia e scienze politiche presso l'Università di Vienna.
Ha studiato musica al Conservatorio di Vienna sotto la guida di Felix Otto Dessoff.
Dopo che si era appassionato, inizialmente, della musica di Wagner, e passando, in una seconda fase, attraverso gli studi di J. S. Bach, approdò tra i sostenitori di Brahms.
A Vienna incontrò la sua futura moglie, Elisabeth von Stockhausen, figlia dell'ambasciatore di Hannover alla corte. Herzogenberg è stato un pianista di grande talento, molto apprezzato da Brahms, che era spesso il primo revisore delle sue opere.
Ha vissuto nella città di Graz fino al 1872, prima di trasferirsi a Lipsia, dove è stato uno dei fondatori, assieme a Philipp Spitta, della Bach-Verein, nel 1874.
Un decennio dopo, assunse l'incarico di insegnante di composizione all Hochschule für Musik di Berlino.
Tra le famiglie Herzogenberg e Spitta si sviluppò un'amicizia duratura e numerose volte trascorsero le vacanze insieme in Appenzellerland. Nel 1891 Herzogenberg iniziò la costruzione di una casa estiva a Heiden con vista sul vicino Lago di Costanza. Prima del completamento della casa, Elisabeth von Herzogenberg morì nel 1892, a quarantaquattro anni a causa di una malattia cardiaca di cui soffriva già da tempo.
Nel 1893 Herzogenberg divenne anche amico del fratello minore del musicologo Spitta, il teologo Friedrich Spitta, che insegnò a Strasburgo. Sotto l'impatto della morte improvvisa di Philipp Spitta e della crescente amicizia con suo fratello, Herzogenberg si dedicò alla composizione della musica sacra, dopo che i suoi precedenti lavori erano stati incentrati sulla musica da camera, il coro, le canzoni soliste e le sinfonie. Nelle seguenti estati compose i canti liturgici, l'oratorio La Natività, la cantata corale Dio è presente nei Gentili.
Un'intensa malattia reumatica costrinse Herzogenberg a interrompere ripetutamente la sua carriera di insegnante a Berlino, quindi si trasferì definitivamente, dopo alcuni soggiorni termali, a Wiesbaden, dove morì nel 1900. 
Tra le sue opere principali, sono da annoverare Trii per archi, per pianoforte e cello, Sonate per violino e cello; 
Sinfonie in do minore e in si bemolle; Deutsches Liederspiel per cori e pianoforte; Der Stern des Liedes per coro e orchestra; 
Nannas Klage per coro e orchestra; Salmi a 4 voci a cappella, per coro doppio e orchestra; Requiem per cori e orchestra; Messa per cori e orchestra; Romanze, duetti e cori sacri a cappella; il poema sinfonico Odisseus;
Danze, Marce e Fantasie.

## Opere principali
- Opere corali
  - Lieder per chorus misto, op. 10:
  - "Columbus": op. 11, Cantata (Lipsia, 1872);
  - Psalm 116: op. 34 (edita da Hänssler Musik Verlag, 1990);
  - Nanna's Klage per soprano, alto, chorus e orchestra, op. 59 (Lipsia: Rieter-Biedermann, 1887);
  - Requiem, op. 72 (Lipsia, 1891);
  - Cantata Todtenfeier op. 80 (1893) (libretto di Friedrich Spitta);
  - Messa in mi minore Op.87 per soli, coro, organo (ad lib.) ed orchestra (1894)- Carus Verlag (2001);
  - Oratorio Die Geburt Christi, op. 90 (1894);
  - Die Passion, op. 93 (1896);
  - Sonate:
    - Sonata per violino op. 32 in A Joseph Joachim gewidmet  (Lipsia: Rieter-Biedermann, 1882);
    - Sonata per violino op. 54 in E♭ (1887);
    - Sonata per cello no. 2 in D, op. 64 (1890);

  - Fantastic dances, op. 9 (Vienna 1870);
  - Allotria per piano a due, op. 3;
  - Capriccio, op.107.